# WPT-34
Der WPT-34 (aus dem Polnischen Wóz pogotowia technicznego; wörtlich auf Deutsch: Technisches Einsatzfahrzeug) war ein polnischer leichter Bergepanzer, der auf dem Fahrgestell ausgemusterter T-34/85, SU-85M und SU-100 basierte, der in der VR Polen in den 1960er-Jahren hergestellt wurde. Der WPT-34 stellte eigentlich eine Übergangslösung dar, da er bereits in den 1970er-Jahren vom moderneren und leistungsstärkeren WZT-1 ersetzt wurde.

## Technik
Der Bergepanzer war mit einer Winde und einem manuell zu bedienender Kran ausgestattet. Der nicht schwenkbar Kran ist eine einfache Konstruktion, mit welcher maximal 1000 kg angehoben werden konnten. Für das Auswechseln von Panzermotoren ist dies aber ausreichend. Durch den Aufbau eines Unterwasserfahrschachtes konnten Gewässer durchfahren werden. Dabei werden alle Luken verschlossen, nur über Schachtluke saugte der Motor beim Waten, Tiefwaten und Unterwasserfahren die Verbrennungsluft an.

## Ausrüstung
Das Fahrzeug war auftragsentsprechend mit diversem Material ausgestattet:
- 1 Seilwinde
- 1 Kran mit einer maximalen Hubkraft von max. 10 kN[2]
- 2 Maschinengewehre
- 1 Werkstattzelt
- Schneid- und Schweißbrenner
- Diverse Werkzeuge
- Tiefwatausrüstung